# Серебряков, Александр Сергеевич
Алекса́ндр Серге́евич Серебряко́в (род. 25 сентября 1987, Арзамас, Горьковская область) — российский профессиональный шоссейный велогонщик. 

## Биография
Родился 25 сентября 1987 года в городе  Арзамас Нижегородской области.

## Спортивная карьера
В 2012 году выступал за американскую шоссейную команду Team Type 1-Sanofi, которая поддерживает людей страдающих сахарным диабетом первого типа (все участники команды им больны). По окончании сезона перешёл в Euskaltel Euskadi. 
После положительного результата анализа на допинг, взятого 18 марта 2013 года, был отстранён от участия в легендарной велогонке «Париж — Рубэ» и исключён из числа гонщиков команды Euskaltel Euskadi. 16 декабря дисквалифицирован РУСАДА на 4 года, начиная с 5 апреля 2013 года..

## Спортивные достижения
2010
- победитель однодневной гонки «Piccolo Giro di Lombardia»[4]

2011
- победитель второго этапа многодневной велогонки «Пять колец Москвы»[5]

2012
- победитель пятого этапа гонки Тур Кореи[6]
- победитель гонки Philadelphia International Championship [7]